# François-Honoré de Maniban
François-Honoré de Maniban (* 1684 in Toulouse; † 29. Juni 1743 in Bordeaux) war ein französischer Geistlicher. Er war Bischof von Mirepoix und Erzbischof von Bordeaux.

## Leben

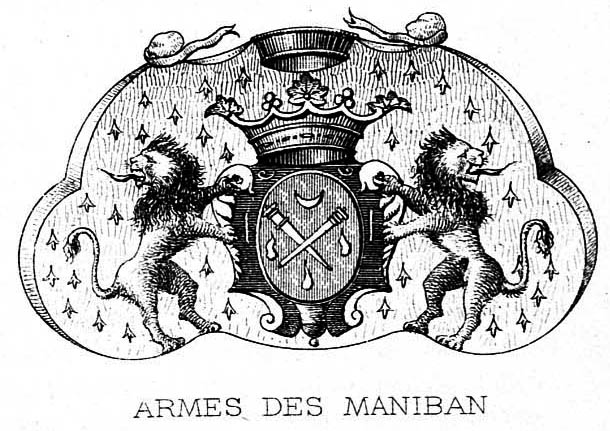
Wappen des Hauses Maniban

François-Honoré-Lancelot Casaubon de Maniban war ein Sohn des François-Lancelot de Maniban, Rat am Gerichtshof (Parlement) von Toulouse, und ein Cousin ersten Grades von Joseph-Gaspard de Maniban (1686–1762), Baron von Casaubon und Präsident des Gerichtshofs von Toulouse. Nachdem er in seiner Jugend einige Zeit in einer Kartause verbracht hatte, die er aber auf Druck seiner Familie wieder verlassen musste, studierte er am Seminar Saint-Sulpice in Paris, wo er 1713 mit der Durchführung der großen Gemeindekatechismen (Glaubensunterweisungen) betraut wurde.

### Bischof von Mirepoix
Durch königliches Dekret vom 15. August 1712 erhielt er die Abtei Sandras in der Diözese Alais (Alès) in Kommende und wurde im Juli 1714 Erzdiakon und Generalvikar der Erzdiözese Toulouse. Am 8. Januar 1721 zum Bischof von Mirepoix bestimmt, einem Suffraganbistum von Toulouse, wurde er am 1. Mai 1721 im ersten Konsistorium Papst Innozenz’ XIII. präkonisiert und erhielt am 10. September die Ernennungsurkunde. Die Bischofsweihe erfolgte am 26. Oktober 1721 und am 11. November legte er den Treueid in die Hände des Regenten Philipp von Orléans ab. Schon zwei Tage zuvor, am 9. November 1721, hatte er in einer ersten Amtshandlung in der Theatinerkirche in Paris dem Kardinal Fleury bei der Weihe von Nicolas de Saulx-Tavannes zum Bischof von Châlons assistiert.
Mgr de Maniban widmete sich intensiv der Arbeit in seiner Diözese. Die Residenzpflicht nahm er ernst; erst im Oktober 1727 reiste er erstmals wieder nach Paris, um dort dem neuen Erzbischof von Toulouse, Mgr de Crillon, bei der Weihe von Claude-Louis de La Châtre zum Bischof von Agde zu assistieren.

### Erzbischof von Bordeaux
Manibans Verdienste in Mirepoix blieben dem Kardinal Fleury nicht verborgen, der ihn im Oktober 1729 auf den Metropolitansitz von Bordeaux beförderte. Bischof Maniban akzeptierte die Versetzung nur widerwillig. Am 8. Februar 1730 wurde er präkonisiert, legte für die Temporalien am 11. April den Treueid ab und erhielt am 24. Juli 1730 Urkunde und Pallium. Am 26. November zog er feierlich in die Kathedrale von Bordeaux ein.
Der neue Erzbischof begann seine Arbeit in Bordeaux mit Exerzitien für den gesamten Diözesanklerus, deren Leitung er, nachdem der Exerzitienleiter unerwartet verhindert war, persönlich übernahm. Auch in Bordeaux blieb Maniban bei seiner Herde. Er reiste niemals zum Königshof und lehnte selbst die Delegation zum Nationalkonzil der französischen Bischöfe ab. Jährlich hielt er eine Diözesansynode ab und bereiste jedes Jahr einen anderen Teil seines Sprengels. Acht arbeitsfreie Feiertage schaffte er komplett ab und verlegte acht weitere auf den folgenden Sonntag (Anordnung vom 9. Dezember 1731). Dem Kartäuserorden, dem er in seiner Jugend kurze Zeit angehört hatte, blieb er zeitlebens sehr verbunden. Jedes Jahr hielt er zum Patronatsfest der Kartause Bordeaux (Notre Dame de Miséricorde) ein Pontifikalamt in Ordenskleidung. Sein erzbischöfliches Vortragekreuz war aus einfachem Holz gefertigt.
Erzbischof Maniban starb plötzlich am 29. Juni 1743 und wurde unter großer öffentlicher Anteilnahme in der Andreas-Kathedrale beigesetzt. Die Armen, denen er jahrelang einen Teil seiner Einkünfte gegeben hatte, hielten ihm zu Ehren in der Kirche der Franziskaner (Cordéliers) einen eigenen Totengottesdienst ab.
Im September 1743 ernannte König Ludwig XV. Jean-Chrétien de Macheco de Prémeaux von Périgueux zum Nachfolger, der aber ebenfalls seine Herde nicht verlassen wollte und ablehnte. Erst 1744 folgte mit Louis-Jacques d’Audibert de Lussan ein neuer Erzbischof auf den Metropolitansitz von Bordeaux.